# Laphonza Butler
Laphonza Romanique Butler (Magnolia, 11 de maio de 1979) é uma dirigente sindical e política estadunidense, filiada ao Partido Democrata. Butler iniciou sua atividade política como sindicalista no fim da década de 1990 e liderou a Service Employees International Union (SEIU) de 2013 a 2018, sendo esta uma das maiores organizações sindicais dos Estados Unidos. De 2023 a 2024, Butler serve como Senadora Júnior dos Estados Unidos pelo estado da Califórnia. Envolvida também em causas de melhoria de acesso à educação em todo o país, Butler também ocupou a regência da Universidade da Califórnia de 2018 a 2021.
Em 1 de outubro de 2023, Butler foi nomeada pelo Governador da Califórnia Gavin Newsom para ocupar a vaga deixada no Senado dos Estados Unidos após a morte de Dianne Feinstein. Com sua efetivação no cargo, Butler tornou-se a segunda senadora abertamente lésbica e o décimo segundo afro-americano a servir no Senado.

## Senadora dos Estados Unidos (2023 –)

### Nomeação
Em fevereiro de 2023, a então senadora Dianne Feinstein anunciou que não concorreria a um sexto mandato no Senado dos Estados Unidos nas eleições então planejadas para 2024. Entretanto, em 29 de setembro de 2023, Feinstein morreu aos 90 anos de idade. Já desde antes de seu falecimento, diversas figuras proeminentes do Partido Democrata já haviam anunciado a intenção de concorrer a uma vaga no Senado, incluindo os Representantes Barbara Lee, Katie Porter e Adam Schiff. Por outro lado, o Governador da Califórnia Gavin Newsom expressou publicamente a intenção em nomear uma mulher afro-americana ao cargo.
Em 1 de outubro de 2023, Newsom nomeou Butler à vaga anteriormente ocupada por Feinstein, mantendo seu compromisso prévio de indicar uma mulher negra. Residente de Maryland desde 2021, Butler foi nomeada apesar para representa a Califórnia apesar de não residir no estado conforme demanda a Constituição estadunidense. Em resposta, Newsom afirmou que Butler seria registrada novamente na Califórnia antes de assumir oficialmente o cargo de senadora. O governador também esclareceu que a nomeação contemplava o direito de Butler de concorrer para um mandato pleno em 2024. Butler, no entanto, anunciou que pretende somente concluir o mandato deixado por Feinstein.
Butler foi empossada no Senado em 3 de outubro de 2023, tornando-se a primeira Senadora membro da comunidade LGBTQIA+ a representar a Califórnia. Com pouco apoio, ela decidiu não concorrer na eleição de 2024, sendo substituída no Senado pelo também democrata Adam Schiff.